# 東京攻略
『東京攻略』（とうきょうこうりゃく）は、2000年に公開された香港映画。監督はジングル・マ。中国では2000年1月28日、日本では2001年3月10日に公開された。
東京を舞台としたアクション映画で、日本人俳優も多数出演している。続編として2005年に『ソウル攻略』、2018年に『レイダース 欧州攻略』が製作された。

## キャスト
| 役名     | 俳優                 | 日本語吹替           |
| -------- | -------------------- | -------------------- |
| リン     | トニー・レオン       | 中多和宏             |
| ユン     | イーキン・チェン     | 伊藤健太郎           |
| メイシー | ケリー・チャン       | 本田貴子             |
| 沙織     | セシリア・チャン     | 湯屋敦子             |
| 高橋     | 仲村トオル           | 仲村トオル           |
| 伊藤     | 阿部寛               | 阿部寛               |
| 赤川     | 大和武士             | 大和武士             |
| 宮本     | 塩谷庄吾             | 塩谷庄吾             |
| 直美     | 遠藤久美子           | 遠藤久美子           |
| 有希子   | 小沢真珠             | 小沢真珠             |
| 早百合   | 白川みなみ           | 白川みなみ           |
| 亜里沙   | 山田玲奈             | 山田玲奈             |
| 美雪     | 森山ゆうこ           | 森山ゆうこ           |
| 由美     | 柴咲コウ             | 柴咲コウ             |
| 表弟     | 小松拓也（特別出演） | 小松拓也（特別出演） |

## スタッフ
- 監督・撮影：ジングル・マ
- 脚本：フェリックス・チョン 、スーザン・チャン
- プロデューサー：デヴィッド・チャン、パトリシア・チェン
- 製作総指揮：スティーブン・シュウ
- 美術：ユー・チュンマン
- 音楽：ピーター・カム
- アクションコレオグラファー：薛春偉
- 副武術指導：陳偉滔、谷垣健治
- 製作：ゴールデン・ハーベスト、Red on Red Productions

### 日本側スタッフ
- 制作協力：フェネック
- プロデューサー：佐々木享
- スタントコーディネーター：高橋勝大
- キャスティング：安藤実
- 装飾：赤塚佳仁
- 録音：弦巻裕

## カーアクション
日本を舞台にしたカーアクションシーンがあり、タカハシレーシングが担当している。『あぶない刑事』シリーズで人気を博したF31レパードのジャンプ破壊シーンが見られる。この車は生産台数の少ないグランドセレクションである。他にY31シーマや130系クラウンを乗せたキャリアカーの横転シーンがある。